# Saint-Michel-de-Feins

Saint-Michel-de-Feins este o comună în departamentul Mayenne, Franța. În 2009 avea o populație de 169 de locuitori.